# 제주도지사배 전국 장기왕 대회
제주도지사배 전국 장기왕 대회는 2002년을 시작으로 제주도에서 해마다 열리는 아마추어 장기 기전이다. 2003년, 2004년, 그리고 2005년에는 프로 전문기사부를 함께 개최 하였다. 제4회 제주도지사배 장기왕 대회 프로부는 브레인TV에 방영되었다.

## 프로 전문기사부 역대 우승자
| 횟수 | 프로기전 횟수 | 년도   | 우승   | 준우승 |
| ---- | ------------- | ------ | ------ | ------ |
| 2회  | 1회           | 2003년 | 황문수 | 김경중 |
| 3회  | 2회           | 2004년 | 조용희 | 황문수 |
| 4회  | 3회           | 2005년 | 김기영 | 성우제 |